# 東山運動公園
台南市東山區運動公園，位于台湾台南市東山區東山國中北附近，設有籃球、網球、槌球運動場、人行步道等硬體設備。 以自然手法和東山區連結一起，是東山區休閒場所公園內有土地2.7公頃。大約在1989年完成徵收作業，到1997年始獲得上級補助經費近2000萬才開式動工。

## 外部連結
- 區公所-東山區 -東山運動公園 （页面存档备份，存于）